# Portão de arame

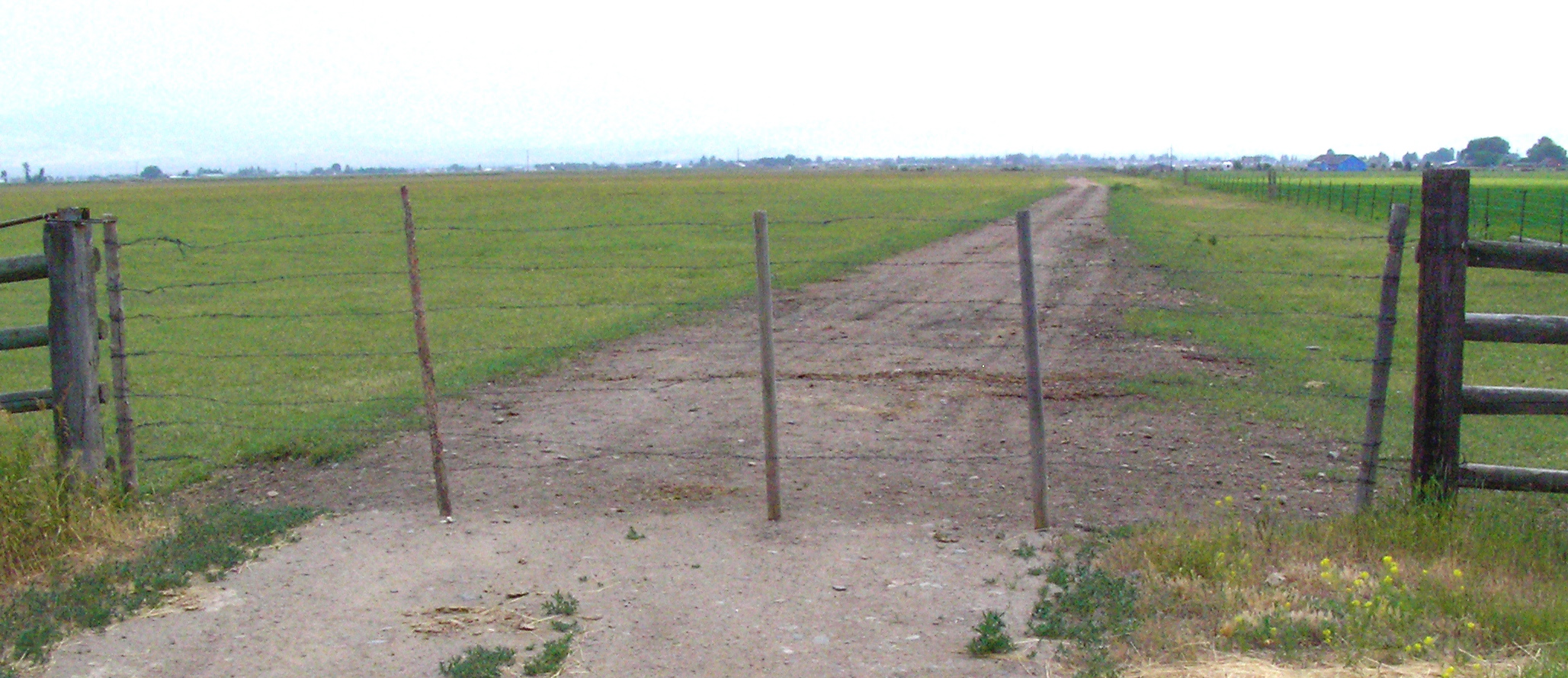
Um portão de arame, oeste dos Estados Unidos

Um colchete, tronqueira ou portão de arame é um tipo de portão agrícola formado a partir de uma seção de cerca de arame, que pode ser removida temporariamente.
Este tipo de porta tem muitos nomes locais diferentes em todo o mundo, às vezes insinuando sua natureza rústica e pronta e construção barata. O termo "portão de Hampshire" é amplamente usado na Grã-Bretanha (incluindo [Hampshire]) os nomes de outros condados são ocasionalmente substituídos, ou mais frequentemente o da Nova Zelândia. Na própria Nova Zelândia, é chamado de portão de Taranaki (taranaki gate),  enquanto na Irlanda é conhecido como "tapaslap", e na Austrália como "portão de arrogância" ("arrogante" é vernacular para "fazendeiro"), "portão bogan", "portão correndo" , portão da maquinaria ou portão Queensland. Nos Estados Unidos, é simplesmente chamado de  portão de arame . Embora as origens do portão sejam obscuras, acredita-se que o nome “Portão Taranaki” reflita a localização de seu primeiro uso generalizado; pode bem ter sido inventado independentemente em vários lugares.

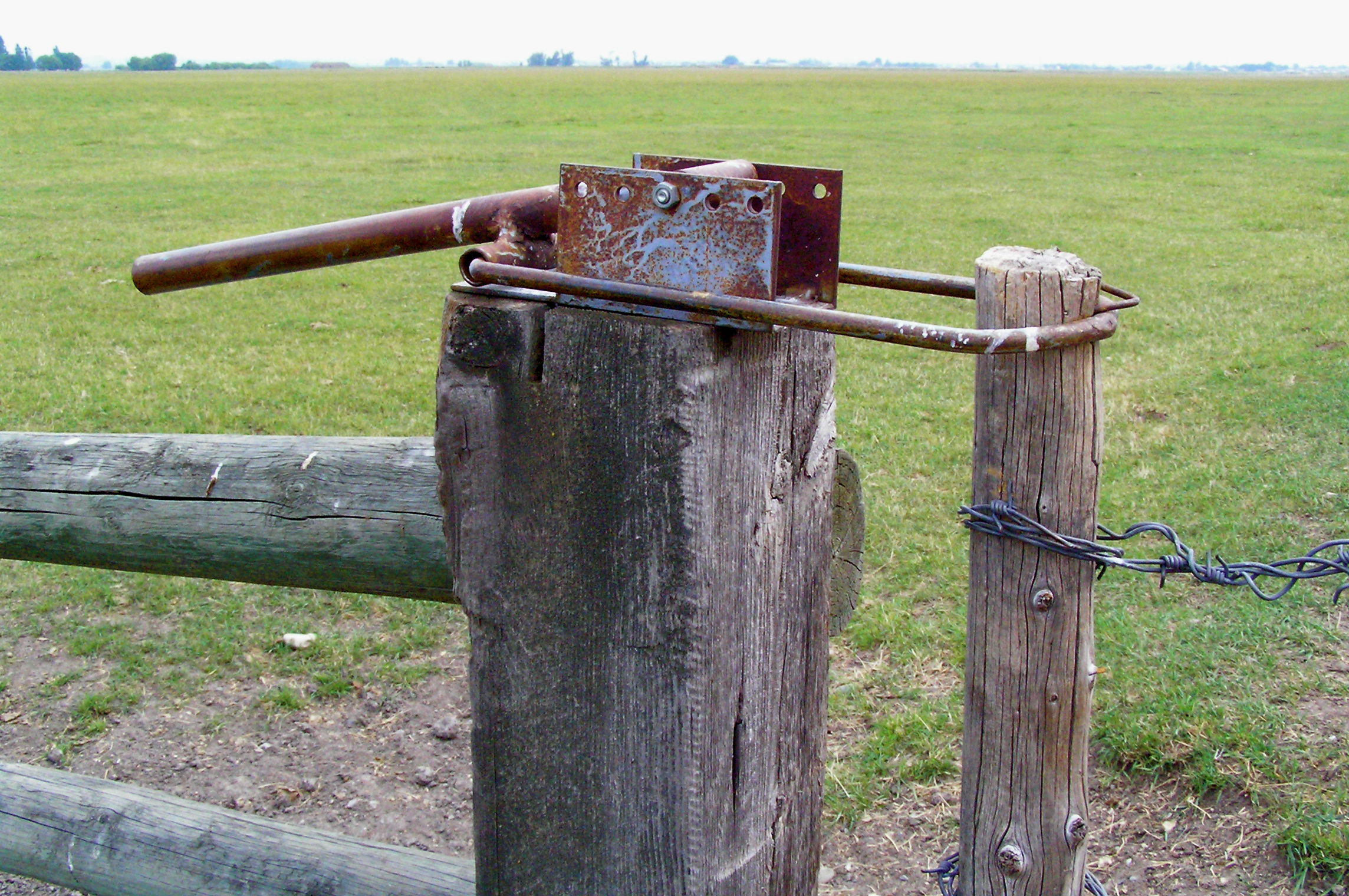
Um tipo de portão trava que oferece mais de alavanca, fazendo a porta mais fácil de tensão.

Um portão de arame ocupa um espaço em uma cerca semelhante ao utilizado para um portão convencional. No entanto, em vez de uma estrutura rígida, uma pequena seção do fio de cerca solto cabe no espaço - isto pode consistir em rede de fios ou arame farpado, e geralmente corresponde à cerca adjacente Uma extremidade do cabo é conectada permanentemente para a cerca principal, e duas ou mais postes curtos ou sarrafos são necessários para mantê-lo ereto e esticado - uma delas é a extremidade solta. Quando a "porta" está fechada, este poste final se encaixa em um laço de fio na base da cerca fixa, e a parte superior é, em seguida, puxada e apertado para até ficar esticado
No Oeste estadunidense, é extremamente comum em áreas rurais, particularmente em fazendas, onde ele é o mais frequentemente usado tipo de porta usado entre pastagens, e em linhas de cercas para separação das pastagens de diferentes proprietários, ou de separação de terras públicas e privadas.